# Türkisch-Persischer Gorget
Ein Türkisch-Persischer Gorget ist eine Schutzwaffe aus Persien und der Türkei.

## Beschreibung
Ein Türkisch-Persischer Gorget besteht aus Stahl. Er bedeckt im Gegensatz zu den europäischen Hals- oder Ringkragen nicht nur den Hals, sondern auch die Schultern (siehe Bild Infobox, unten rechts), dafür sind an den Seiten zusätzliche Schulterklappen angebracht. Der Halsbereich ist auf der Vorderseite ausgeschnitten und in der Mitte sind zur Verstärkung und Versteifung zwei starke Wülste ausgearbeitet. Der Kragen dient noch zusätzlich dazu, die Vorder- und Rückseite einer Rüstung zu verbinden, beispielsweise der Krug-Rüstung. Die Innenseite ist mit einer Kettenrüstung ausgestattet und oft mit dicken Stoffen gepolstert. Diese Kettenrüstung verbindet ebenfalls die Schulterklappen mit dem Hauptstück des Kragens.